# Klub Przyjaciół Ziemi Sądeckiej
Klub Przyjaciół Ziemi Sądeckiej – stowarzyszenie założone w połowie lat 50. XX wieku. Skupia sympatyków i miłośników Nowego Sącza i Sądecczyzny, znanych ludzi polityki, kultury, nauki i biznesu legitymujących się sądeckim rodowodem lub związanych w przeszłości miejscem edukacji i pracy zawodowej, a rozsianych obecnie po kraju i świecie.
Znakiem rozpoznawczym stowarzyszenia był usytuowany na gmachu przy narożniku ulic Świętokrzyskiej i Marszałkowskiej w Warszawie neon z napisem „Odwiedzajcie Ziemię Sądecką”, rozmieszczonym na tle gór i stylizowanego ruchomego słońca. Sądecki neon, opiewany nawet w jednej z ballad Wojciecha Młynarskiego, zdobił centrum stolicy od 1962 roku do lat 80. i był symbolem swojego rodzaju „ambasady” Sądecczyzny w Warszawie.
Klub Przyjaciół Ziemi Sądeckiej reaktywowano w 2004 r.
Ważnym momentem integracyjnym Klubu są Zjazdy Sądeczan: w Nowym Sączu, Krynicy, Rytrze, Krakowie i Warszawie. Stowarzyszenie ma oddziały w Chicago i Detroit.
Klub Przyjaciół Ziemi Sądeckiej współorganizuje w Nowym Sączu Forum Młodych, integralną część Forum Ekonomicznego Polska-Wschód w Krynicy, inicjuje przedsięwzięcia kulturalne, funduje corocznie stypendia dla najlepszych maturzystów.
Ważną inicjatywą Klubu było uruchomienie – przy współpracy z Uniwersytetem Jagiellońskim i innymi partnerami – filii Uniwersytetu Trzeciego Wieku. W dorobku Klubu jest też wmontowanie (i uroczyste odsłonięcie) w gmach sądeckiego szpitala tablicy upamiętniającej sądeczan – żołnierzy ZWZ, którzy uwolnili w lipcu 1940 r. uwięzionego w Nowym Sączu przez hitlerowców emisariusza Rządu Polskiego Jana Karskiego.

## Zarząd Klubu
- Przewodniczący – b. marszałek Sejmu i premier RP Józef Oleksy
- wiceprzewodniczący:
  - prezes Państwowego Instytutu Wydawniczego Rafał Skąpski,
  - b. prezydent Nowego Sącza Józef Antoni Wiktor,
  - starosta nowosądecki Jan Golonka
- sekretarz – redaktor „Rocznika Sądeckiego”, Jerzy Leśniak.

## Znani członkowie Klubu
- Zbigniew Jakubas (prezes Multico, właściciel Newag S.A. – d. ZNTK)
- prof. Tadeusz Popiela (profesor CM UJ, chirurg)
- prof. Bolesław Faron (b. minister oświaty, Akademia Pedagogiczna w Krakowie)
- Leszek Mazan (dziennikarz)
- Krzysztof Pawłowski (założyciel i prezydent Wyższej Szkoły Biznesu – National-Louis University w Nowym Sączu)
- gen. Franciszek Gągor (szef Sztabu Generalnego Wojska Polskiego)
- Kazimierz Pazgan (właściciel firmy Konspol)
- Ryszard Florek (założyciel i prezes firmy FAKRO)
- prof. Józef Gawlik (Politechnika Krakowska – rektor)
- prof. Feliks Kiryk (AP Kraków – b. rektor)
- prof. Tadeusz Aleksander (UJ)
- prof. Julian Dybiec (UJ)
- prof. Marian Noga (AE Wrocław – b. rektor)
- prof. Adam Noga (SGH Warszawa)
- prof. Adam Frączek (Akademia Pedagogiki Specjalnej w Warszawie – b. rektor)
- Bogusław Kaczyński (dyrektor festiwalu Kiepurowskiego w Krynicy)
- Jan Oleksy (właściciel pałacu w Paszkówce)
- Mariusz Kwiatkowski (B.A.R. International – wiceprezydent)
- Wojciech Alaborski (aktor)
- dr Józef Kozioł (b. wicepremier)
- dr Kazimierz Kotwica (CA Lubicz Kraków)
- Zygmunt Berdychowski (prezes Instytutu Wschodniego)
- prof. Barbara Halska (Akademia Muzyczna Warszawa)
- prof. Antoni Basta (CM UJ)
- prof. Władysław Sułowicz (CM UJ)
- Andrzej Chronowski (b. wicemarszałek Senatu i minister skarbu)
- Bogdan Węgrzynek (działacz i społecznik, promotor kultury polskiej)